# 板六

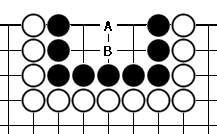
板六（黑棋部分）。當白棋下A位時，黑棋下B位，左右必得其一；同理，當白棋下B位時，黑棋下A位即可活棋。

板六是圍棋術語，是死活中的基本活形。因棋形有六個空目，並呈現板面狀而得名。

## 可能的缺陷
但並非所有時候的板六都是活形。如果板六在棋形存有缺陷，而成為斷頭板六，則有吃棋的手段。
白下1位破眼，黑下2位看似合理，但此時左右不同形，白下3位分斷黑棋，黑若下A位，只剩一氣，白下B位提黑七子，黑死。
如果是角上的盤角板六，同樣也有缺陷。
黑下4位時只剩一氣，形成打劫。
如果盤角板六連一個外氣也沒有，則可直接殺棋。
上圖中，白下3位以後，黑下在A位只剩一氣，形成脹死牛，黑死。
盤角板六至少要鬆兩氣，才可避免威脅。

## 錯估
偶爾也會有看似破綻百出的板六，實際上卻殺不了的情況。
圖中的板六看似破綻百出，其實白已動不了黑。